# Selig ist der Mann
Selig ist der Mann (Bienheureux, l'homme), (BWV 57), est une cantate religieuse de Johann Sebastian Bach composée à Leipzig en 1725.

## Histoire et livret
Bach écrivit cette cantate durant sa troisième année à Leipzig pour le second jour après Noël et la dirigea le 26 décembre 1725 pour la première fois. Pour cette destination liturgique, trois autres cantates ont franchi le seuil de la postérité : les BWV 40, 121 et 248/2 (deuxième cantate de l'Oratorio de Noël). Comme toutes les autres années à Leipzig, cette journée était consacrée au martyre de saint Étienne. Les lectures prescrites pour le jour étaient Apot. 6:8–7,22 et 7:51–59, la mort d'Étienne et, Matt. 23:34–39, les pleurs sur Jérusalem.
Le livret vient d'un recueil de Georg Christian Lehms, Gottgefälliges Kirchen-Opffer, datant de 1711. Il écrivit les textes en s'inspirant des lectures du jour. La première phrase est tirée de Jacques 1:12, la foule dont il est question s'appelle « stephanos » en grec. Lehms développe le texte comme un dialogue de Jésus avec l'âme (Anima). Il avait l'intention d'utiliser une strophe de Gott Lob, die Stund ist kommen de Johann Heermann comme choral final mais Bach choisit à la place la 6e strophe de Hast du denn, Jesus, dein Angesicht gänzlich verborgen de Ahasverus Fritsch, appelé Seelengespräch mit Christus pour continuer le dialogue.

## Structure et instrumentation
La cantate est écrite pour petit ensemble : deux hautbois, hautbois da caccia, deux violons, alto, basse continue avec deux voix solistes soprano et basse pour imager un dialogue (cette cantate est d'ailleurs sous-titrée Dialogus). L'âme est chantée par la soprano tandis que la basse est la Vox Christi, la voix de Jésus. Si besoin, un chœur est requis seulement pour le choral final. Les hautbois ne jouent que dans les premier et dernier mouvements, doublant les cordes.
Il y a huit mouvements :
1. aria (basse) : Selig ist der Mann
2. récitatif (soprano) : Ach! dieser süße Trost
3. aria (soprano) : Ich wünschte mir den Tod, den Tod
4. récitatif (soprano, basse) : Ich reiche dir die Hand
5. aria (basse) : Ja, ja, ich kann die Feinde schlagen
6. récitatif (soprano, basse) : In meinem Schoß liegt Ruh und Leben
7. aria (soprano) : Ich ende behende mein irdisches Leben
8. choral : Richte dich, Liebste, nach meinem Gefallen und gläube

## Musique
La musique pour le dialogue entre Jésus et l'âme est plus dramatique que dans la plupart des cantates religieuses de Bach. Presque tous les récitatifs sont secco comme dans les opéras de l'époque et dirigent l'action. John Eliot Gardiner dit ici de Bach qu'il est le meilleur auteur de déclamation dramatique (autrement dit récitatif) depuis Monteverdi. Dans la première aria, de longue notes tenue pendant plusieurs mesures sur les mots selig und bewähret dominent, illustrant la durée éternelle. Dans la deuxième aria, la nostalgie de la mort est exprimée par une ligne ascendante suivie d'un large intervalle vers le bas. La troisième aria montre Jésus vainqueur par des fanfares de triades brisées. Dans la dernière aria, la ligne du violon peut être interprétée comme un mouvement passionné de l'âme vers les bras de Jésus. Après qu'une union mystique a été atteinte dans la seconde partie de l'aria, Mein Heiland, ich sterbe mit höchster Begier, aucun da capo n'est possible ; L'aria se termine sur la question : was schenkest du mir?, à laquelle répond le choral final en quatre parties.

## Source
- (de) Cet article est partiellement ou en totalité issu de l’article de Wikipédia en allemand intitulé « Selig ist der Mann » (voir la liste des auteurs).